# Municipio de Grove (Arkansas)
El municipio de Grove (en inglés: Grove Township) es un municipio ubicado en el condado de Newton en el estado estadounidense de Arkansas. En el año 2010 tenía una población de 907 habitantes y una densidad poblacional de 10,01 personas por km².

## Geografía
El municipio de Grove se encuentra ubicado en las coordenadas 36°2′16″N 92°58′12″O / 36.03778, -92.97000. Según la Oficina del Censo de los Estados Unidos, el municipio tiene una superficie total de 90.6 km², de la cual 90,2 km² corresponden a tierra firme y (0,44 %) 0,4 km² es agua.

## Demografía
Según el censo de 2010, había 907 personas residiendo en el municipio de Grove. La densidad de población era de 10,01 hab./km². De los 907 habitantes, el municipio de Grove estaba compuesto por el 97,35 % blancos, el 0,11 % eran afroamericanos, el 0,66 % eran amerindios, el 0,11 % eran asiáticos y el 1,76 % eran de una mezcla de razas. Del total de la población el 2,09 % eran hispanos o latinos de cualquier raza.